# مسرح غوثري
مسرح غوثري (Guthrie Theater) تأسس عام 1963، مركز للأداء الإنتاج والتعليم والتدريب المسرحي في منيابولس، مينيسوتا. ولد مفهوم المسرح في عام 1959 خلال سلسلة مناقشات بين السير تايرون غوثري وأوليفر ريا وبيتر زيسلر. بعد خيبتهم من برودواي، واعتزموا تشكيل مسرح مع شركة تمثيل مقيمة، لأداء المسرحيات الكلاسيكية في فترات قصيرة وفقًا لجدول زمني منتظم، مع الحفاظ على أعلى المعايير المهنية.
قدم مسرح جوثري عروضه على مسرحين رئيسيين. صمم المبنى الأول رالف رابسون، مع ممرات تصل الركح بالحمهور بسعة 1441 مقعدًا من تصميم تانيا مويزيويتش، واستمر العمل به من سنة 1963 إلى سنة 2006. وبعد إغلاقه موسم 2005-2006، انتقل المسرح إلى منشأته الحالية التي صممها جان نوفيل.
في عام 1982، فاز المسرح بجائزة توني للمسرح الإقليمي.
1. ↑  معرف ملاح المنظمات الخيرية: 6175.
2. ↑  معرف ملاح المنظمات الخيرية: 6175. الوصول: 10 يناير 2019.